# Самгородоцьке
Самгородоцьке  — колишнє селище в Україні, у Ружинському районі Житомирської області. Підпорядковувалось Березянській сільській раді. Розташовувалося за 2 км на південний схід від села Березянка.

## Історія
Селище виникло у 1960-х роках як поселення відділку Топорівського бурякорадгоспу. Було взяте на облік із присвоєнням категорії селища та назви 27 червня 1969 року.
Зняте з обліку Рішенням виконкому Житомирської обласної Ради від 9 грудня 1985 року.
До колишнього селищна й досі веде дорога з Березянки, збереглися обриси селища та руїни споруд.